# Juvenal de Jerusalén
San Juvenal (en griego: Άγιος Ιουβενάλιος) fue obispo de Jerusalén desde 422, aproximadamente. En 451, al ser reconocida la sede de Jerusalén como un Patriarcado por el Concilio de Calcedonia, se convirtió en el primer Patriarca ortodoxo de Jerusalén, cargo que ocupó hasta su muerte en 458.

## Antecedentes
Tras el sitio de Jerusalén del año 70 la ciudad había quedado en ruinas y, tras la visita de Adriano en el 135, se construyó una nueva ciudad romana, Ælia Capitolina (Ælius era el nomen de la familia de Adriano). Ælia fue una ciudad de poca importancia dentro del Imperio, prueba de lo cual es que el gobernador de la provincia residía en Cesarea. Por tal motivo, Cesarea se convirtió en la sede metropolitana, siendo el Obispo de Ælia (Jerusalén) uno de sus obispos sufragáneos.

## Vida
Juvenal pretendía convertir Jerusalén en un patriarcado, pero el Patriarca Cirilo de Alejandría y el Papa León I mostraron su oposición a la separación de Jerusalén de Cesarea y Antioquía.
En 429, Juvenal consagró la Laura de San Eutimio, ubicada en el camino entre Jerusalén y Jericó, asignándole presbíteros y diáconos.
En el año 431, Juvenal apoyó a Cirilo contra Nestorio en el Concilio de Éfeso.
En 449, Juvenal fue uno de los líderes del Concilio de Éfeso II y uno de los primeros en firmar sus conclusiones. Esto dio lugar a que su nombre fuera eliminado de los dípticos de las iglesias que rechazaron el Concilio. Sin embargo, cambió de postura en el posterior Concilio de Calcedonia, condenando el Concilio anterior.
En 451, el Cuarto Concilio Ecuménico se reunió en la ciudad de Calcedonia y condenó como herejía el Monofisismo, que enseñaba que la naturaleza humana de Cristo había sido totalmente absorbida por la naturaleza divina. Juvenal fue uno de los que condenó la herejía y reafirmó la doctrina Ortodoxa de la unión de dos naturalezas en Cristo Jesús, la divina y la humana, sin separación y sin mezcla. Cuando Dióscoro de Alejandría fue juzgado por violar la ley canónica, Juvenal votó a favor de su condena. Los asistentes al Concilio dieron su consentimiento al establecimiento del Patriarcado de Jerusalén, pero cuando Juvenal regresó a su sede fue expulsado por los monofisitas, quienes instalaron en su lugar como patriarca a Teodosio de Jerusalén. Teodosio desplegó una sangrienta represión en Jerusalén, tras lo cual puso en marcha una campaña militar para castigar a otros rivales de la región como Severiano, Obispo de Escitópolis (actual Beit She'an), a quien ejecutó brutalmente en 452 o 453. Las tropas del ejército imperial restauraron a Juvenal en el año 453, quien pudo ejercer su cargo en paz hasta su muerte en 458.

## Obra
En la obra Historia Eutimiaca, se registra el testimonio de Juvenal, a la emperatriz esposa de Marciano Emperador Bizantino, Pulcheira, cuando ella llegó a Jerusalén buscando el cuerpo de la Virgen María para llevarlo a Constantinopla. Según Juvenal la tradición oral inmemorial, la Madre de Jesús cuando iba a morir, fueron llamados los apóstoles de diversos lugares, pues ya tenían noticias de se próxima partida de éste mundo, y llegaron a tiempo para despedirse de la Madre de Dios, San Juan, Timoteo, primer obispo de Éfeso, Dionisio Areopagita y el obispo Hieroteo. Momentos antes de entregar su alma en manos de su hijo Jesucristo, coros de ángeles fueron escuchados y Cristo mismo bajó del cielo para recibirla. El cuerpo de la virgen fue envuelto en mantas fúnebres y llevado en un ataúd en solemne procesión y enterrado en el Monte de los Olivos en el Huerto de Getsemaní. El apóstol Tomás, no había podio llegar a tiempo para despedirse de María, por lo que cuando llegó, solicitó verla para venerarla, y lo cual accedieron, por lo fueron juntos a la gruta donde la habían sepultado. Al abrir el sepulcro, solo permanecían los lienzos funerarios impregnados de fuerte aroma a perfume, por lo que los apóstoles dedujeron que Dios se la había llevado, dándole así el don de la incorruptibilidad. Ante esta noticia, el emperador y la emperatriz solicitaron el ataúd de María con los lienzos, mismos que fueron depositados el santuario de la THeotókos en las Blanquernas en Constantinopla. 
Basado en esta obra, Juan Damasceno, emite la I Homilía, II Homilía y III Homilía en relación a muerte, sepultura, incorruptibilidad y asunción de María al cielo.

## Canonización
Juvenal es considerado santo en algunas partes de la Iglesia Ortodoxa Oriental, celebrándose su festividad el 2 de julio.

## Leer más
- Honigmann, Ernest (1950). «Juvenal of Jerusalem». Dumbarton Oaks Papers 5: 209-279. doi:10.2307/1291078.

- Datos: Q2996896